# Matsuoka Yōsuke

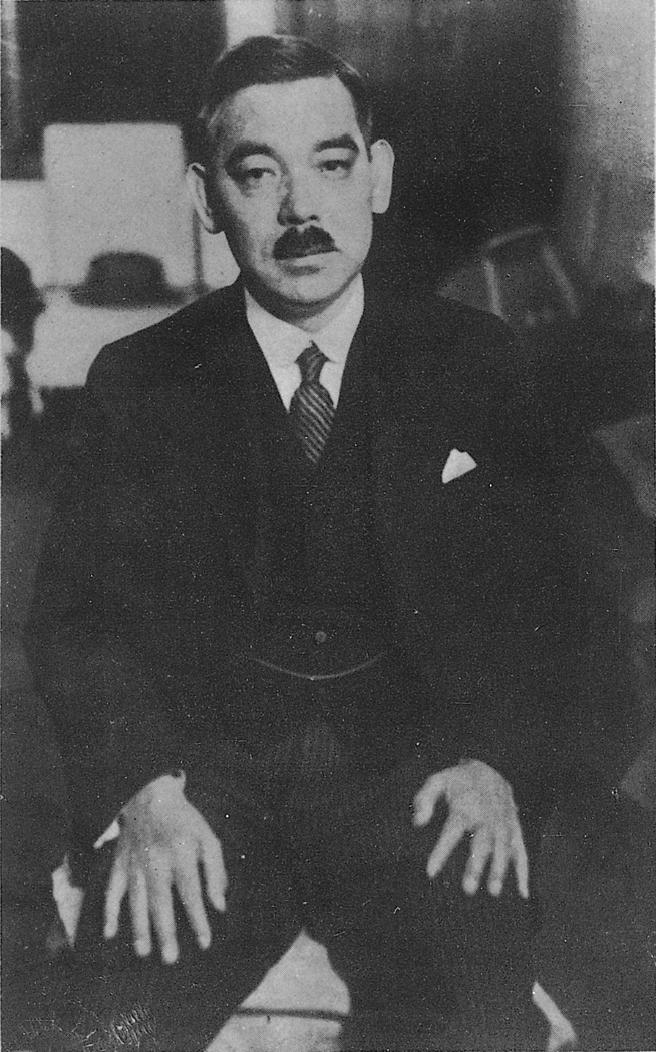
Matsuoka Yōsuke, 1940er

Matsuoka Yōsuke (japanisch 松岡 洋右; * 3. März 1880 im Kumage-gun (heute: Murotsumi, Hikari); † 26. Juni 1946 in Tokio) war Außenminister Japans im Kabinett von Premierminister Konoe Fumimaro.

## Leben
Nach seinen Jugendjahren in Japan reiste Matsuoka in die Vereinigten Staaten und studierte an der Universität von Oregon Rechtswissenschaft. Das Studium schloss er mit Erfolg im Jahr 1900 ab.
Matsuoka war ein gläubiger Christ und besuchte eifrig die an der Hochschule angebotenen Bibelstunden. Zudem nahm er für sich in Anspruch, den demokratischen Präsidentschaftskandidaten William Jennings Bryan getroffen zu haben.
Nachdem Matsuoka wieder nach Japan zurückgekehrt war, trat er eine Stelle im auswärtigen Dienst an. Dort blieb er für achtzehn Jahre und wurde anschließend Präsident der südmanschurischen Eisenbahn.
Zum ersten Mal trat Matsuoka Yōsuke in das Blickfeld der Weltöffentlichkeit, als er 1933 den Austritt Japans aus dem Völkerbund verkündete und seine Delegation aus dem Sitzungssaal führte. Dies geschah, weil die Lytton-Kommission des Bundes das japanische Vorgehen in Mandschukuo heftig kritisiert hatte.
1940 berief ihn der neu gewählte Premierminister Konoe Fumimaro als Außenminister in sein Kabinett. Matsuoka war ein großer Befürworter einer Allianz mit Nazi-Deutschland und dem faschistischen Italien, deren machtvolle Unterstützung er als perfekten Ausgleich gegen die USA sah. Daher war Matsuoka auch einer der aktivsten Initiatoren für den Dreimächtepakt von 1940.
Im April 1941 unterzeichnete er in Moskau zusammen mit Botschafter Tatekawa den Japanisch-Sowjetischen Neutralitätspakt. Nachdem Deutschland die UdSSR am 22. Juni 1941 angegriffen hatte (Deutsch-Sowjetischer Krieg), schlug Adolf Hitler Matsuoka auf einem Treffen vor, dass sich Japan an einer zweiten Front im Osten daran beteiligen solle. Matsuoka war von diesem Ansinnen sehr angetan und begann damit, Premierminister Konoe sowie die Führung der Kaiserlich Japanischen Armee und Marine diesbezüglich zu bedrängen. Doch Armee und Marine wie auch die Regierung beschlossen, sich zuerst auf Ziele im südostasiatischen Raum zu konzentrieren.
Trotz allen Widrigkeiten blieb Matsuoka Yōsuke bei seiner Meinung, die er auch weiterhin in der Öffentlichkeit vertrat. Gegenüber den USA wurde seine diplomatische Vorgehensweise immer waghalsiger, da er vermutete, dass diese Japan einen Krieg aufzwingen wollten. Konoe, der im Gegenteil an einer friedfertigen Lösung interessiert war, beschloss zusammen mit der militärischen Führung, sich von Matsuoka zu trennen. Als im Juli 1941 das gesamte Kabinett zurücktrat, betraf dies auch Außenminister Matsuoka Yōsuke. Konoe, der danach direkt wieder mit der Regierungsbildung beauftragt wurde, verzichtete danach auf eine Wiedereinsetzung Matsuokas. Neuer Außenminister wurde Admiral Toyoda Teijirō.
Matsuoka Yōsuke geriet 1945 in amerikanische Kriegsgefangenschaft und wurde 1945 bei den Tokioter Prozessen wegen Kriegsverbrechen angeklagt. Doch noch bevor sein Fall verhandelt werden konnte, verstarb Matsuoka am 26. Juni 1946.

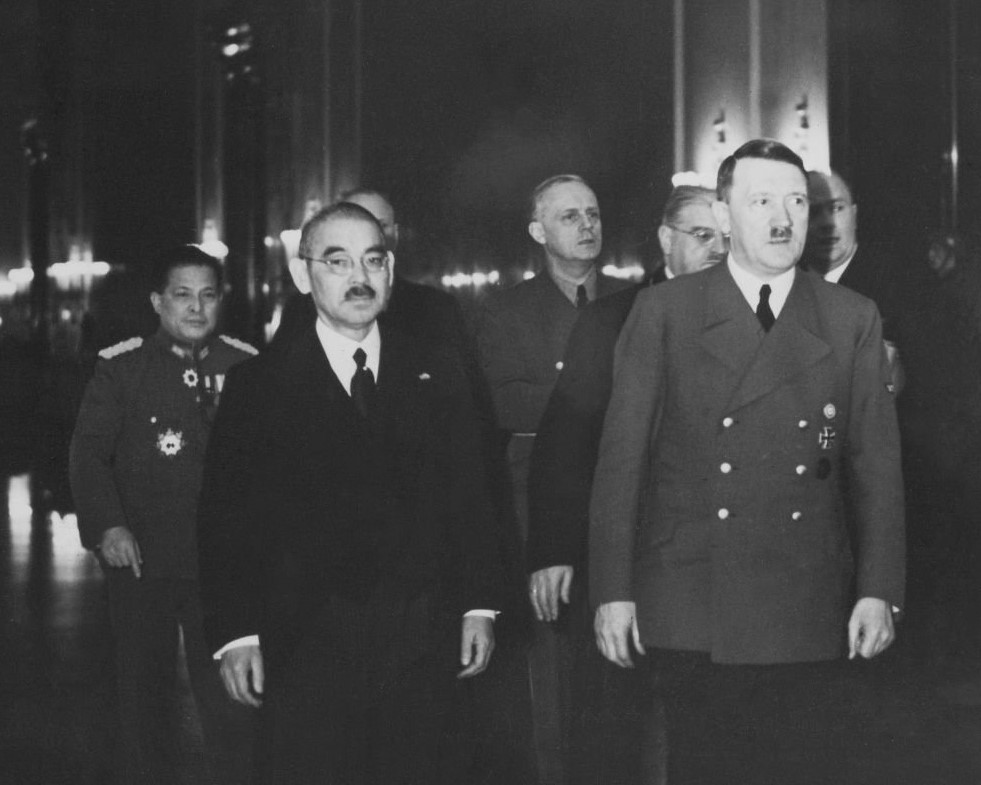
Matsuoka und Adolf Hitler bei einem Besuch in Berlin im März 1941.
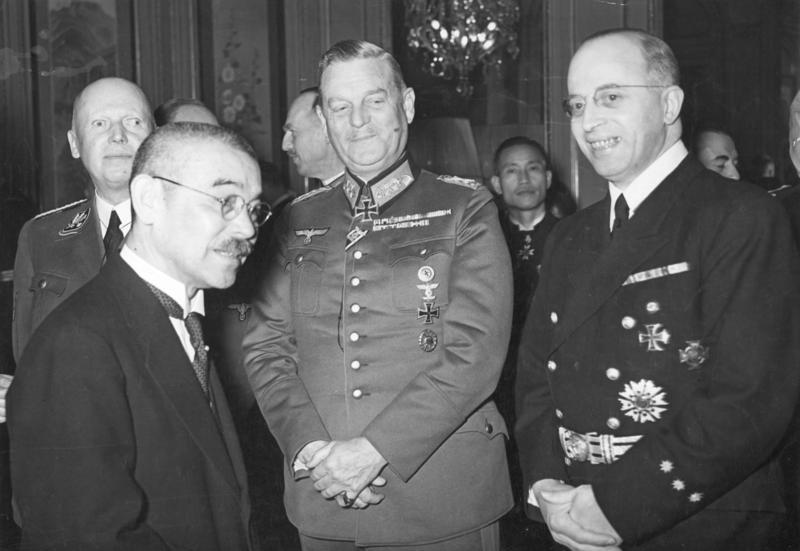
Matsuoka im Gespräch mit Wilhelm Keitel und Heinrich Georg Stahmer (ganz links Hans Heinrich Lammers) bei einem Empfang von Ōshima Hiroshi in Berlin am 28. März 1941.
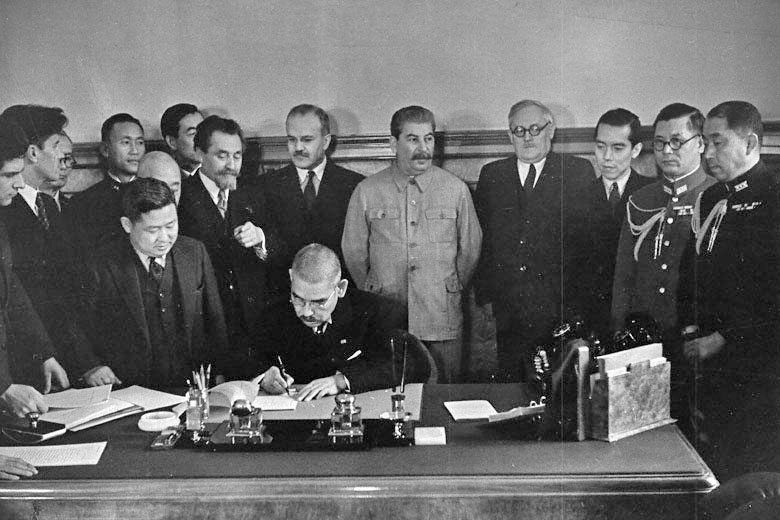
Matsuoka unterzeichnet auf dem Rückweg von seinem Deutschlandbesuch in Moskau den Japanisch-Sowjetischen Neutralitätspakt in Anwesenheit Stalins und Außenminister Molotovs.

## Werke
- An address on Manchuria,: Its past and present, 1929.
- Japan's interests, rights and responsibilities in the Far East, Japanese Chamber of Commerce of New York, 1934.